# Dama oferente del Cerro de los Santos
La Dama Oferente es una escultura ibérica del siglo III o siglo II a. C. Se exhibe en el Museo Arqueológico Nacional, en Madrid (España). También es conocida como Dama de Yecla. Evidencia el papel de la mujer aristócrata en los ritos religiosos de los iberos.

## Contexto

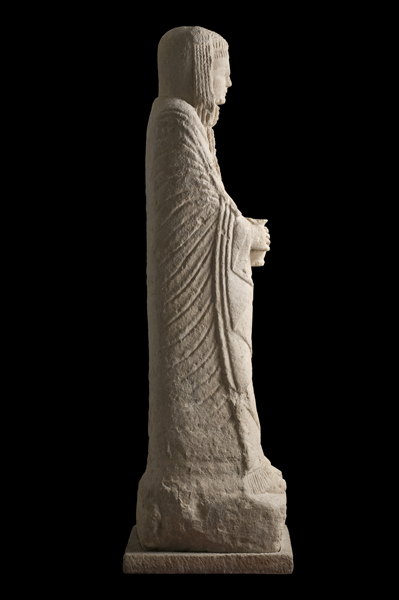
Vista lateral

Se trata de una figura femenina de 1,35 m de altura realizada en piedra caliza que se encontró antes de 1870 en el santuario de la cultura ibérica situado en el Cerro de los Santos, en Montealegre del Castillo (Albacete, España). En el mismo yacimiento se encontró un elevado número de exvotos y esculturas, en piedra,  de hombres y mujeres en posturas oferentes. La cronología del yacimiento se entiende desde el siglo IV a. C. hasta la época romana.

## Vestimenta
La figura muestra una rica vestimenta, que denota la pertenencia a un nivel social elevado. Se muestra ricamente ataviada con tres túnicas superpuestas;, de pliegues muy finos, roza el suelo y enmarca los pies calzados. Encima porta una túnica fina con bordados en el caen hieráticos bajo las manos resaltando la ofrenda.
Una fíbula o pasador en forma de T sujeta el cuello de la túnica. Se adorna con tres collares (dos trenzados y uno sogueado), y con cinco anillos en las manos. 
Sobre la cabeza porta una diadema, adornada con líneas onduladas motivos vegetales. De la diadema cuelgan prendedores en forma de flor e ínfulas, de las que cuelgan varias arracadas muy decoradas.

## Significado
La figura muestra la gran importancia de la mujer en aspectos religiosos de la cultura ibérica. La riqueza del traje indica una dama de la alta sociedad, que puede estar ofreciendo un presente a la divinidad, o podría participar en un rito de iniciación. La cercanía del yacimiento a varias fuentes de aguas minerales refuerza el significado salutífero y de dedicación religiosa de la escultura.